# Ninggerum
Le ninggerum (ou ninggirum) est une langue papoue parlée en Papouasie-Nouvelle-Guinée, dans la province ouest et en Indonésie, dans la province de Papouasie.

## Classification
Le ninggerum fait partie des langues ok-oksapmin, une des familles de langues de l'ensemble trans-nouvelle-guinée.

## Phonologie
Les voyelles et les consonnes du ninggerum sont :

### Voyelles
|         | Antérieure | Centrale | Postérieure |
| ------- | ---------- | -------- | ----------- |
| Fermée  | ɪ [ɪ]      |          | u [u]       |
| Ouverte | ɛ [ɛ]      | ɐ [ɐ]    | ɔ [ɔ]       |

### Consonnes
|                 |                 | Bilabiales | Alvéolaires | Dorsales | Dorsales | Glottales |
| --------------- | --------------- | ---------- | ----------- | -------- | -------- | --------- |
| Palatales       | Vélaires        | Bilabiales | Alvéolaires |          |          | Glottales |
| Occlusives      | Sourde          | p [p]      | t [t]       |          | k [k]    |           |
| Occlusives      | Sonore          |            | d [d]       |          | g [g]    |           |
| Fricative       | Sourde          |            | s [s]       |          |          | h [h]     |
| Fricative       | Sonore          | β [β]      |             |          |          |           |
| Nasale          | Nasale          | m [m]      | n [n]       |          | ŋ [ŋ]    |           |
| Battue          | Battue          |            | ɾ [ɾ]       |          |          |           |
| Battue latérale | Battue latérale |            | ɺ [ɺ]       |          |          |           |
| Semi-voyelle    | Semi-voyelle    | w [w]      |             | y [ j]   |          |           |

## Sources
- (en) Anonyme, s. d., Ninggerum Organised Phonology Data, Ukarumpa, SIL.
- (en) Wilco van den Heuvel, Sébastian Fedden, 2014, Greater Awyu and Greater Ok: Inheritance or Contact?, Oceanic Linguistics 53:1, pp. 1-36.